# Rolf Hofmeier
Rolf Hofmeier (23 de outubro 1939) é doutorado em economia (Dr. oec. publ.) e foi diretor do ‘Instituto de Estudos Africanos’ (IAK) na rede do Deutsches Übersee Institut (DÜI), Hamburgo fundado em 1964. Este último fundiu-se com o German Institute for Global and Area Studies (GIGA) em 2007, membro da Associação Leibniz. Rolf Hofmeier foi nomeado professor universitário associado em 29 de outubro de 1999. Após sua aposentadoria, Hofmeier permaneceu como membro associado do GIGA.

## Biografia
Antes de trabalhar no ‘Instituto de Estudos Africanos’, Hofmeier trabalhou por seis anos na Tanzânia na Universidade de Dar es Salaam, no Ministério de Assuntos Econômicos e como chefe de um projeto de ajuda ao desenvolvimento. Em sua carreira acadêmica, ele pesquisou soluções para o problema da África Subsaariana com foco na África Oriental. Os pontos centrais de seu trabalho foram as análises de prevenção de crises em disputas étnico-sociais, oportunidades de democratização, liberalização da política econômica e os efeitos da ajuda ao desenvolvimento.  Hofmeier seguiu uma abordagem orientada a aplicativos de acordo com a tarefa do DÜI em estreita cooperação com o mundo dos negócios de Hamburgo, o Ministério dos Negócios Estrangeiros e o Ministério Federal de Cooperação e Desenvolvimento Econômico (BMZ) em Bonn.
Hofmeier esteve envolvido como supervisor de projeto ou co-supervisor de projeto em vários projetos de pesquisa na África Subsaariana, por exemplo, em um projeto do de:Sonderforschungsbereich (SFB), financiado pelo Deutsche Forschungsgemeinschaft (DFG) na Universidade de Hamburgo, sobre 'Consolidação do Estado e falência do Estado na África Oriental e Central: Estado local e mudança política na Tanzânia/RD Congo'.

## Publicações (seleção)
- … Die Politische Ökonomie von Verkehrsvorhaben in Afrika: Zur Einschätzung der ökonomischen, gesellschaftlichen und politischen Wirkungen von großen Eisenbahn- und Straßenprojekten. de:Africa Spectrum, vol. 14 (1) (1979), pp. 4–18
- … The political economy of transport projects. de:Intereconomics, vol. 15, pp. 94–99 (1980)
- … Die wirtschaftliche und rohstoffpolitische Bedeutung Afrikas und seiner einzelnen Regionen (Südafrika, Schwarzafrika, Nordafrika) für die Bundesrepublik Deutschland. Hamburgo: Institut für Afrika-Kunde im Verbund der Stiftung Deutsches Übersee-Institut, 1981, 506 p.
- … Politisches Lexikon Afrika, eds.. Rolf Hofmeier & Mathias Schönborn. München: C.H. Beck, Beck'sche schwarze Reihe; vol.. 281, 1984, 524 p.
- . Aid from the Federal Republic of Germany to Africa. en:Journal of Modern African Studies, vol. 24 (4), (1986), pp. 577–601
- … Politische Konditionierung von Entwicklungshilfe in Afrika: Neue Form der Einmischung oder legitime Unterstützung von Demokratiebestrebungen?  de:Africa Spectrum, vol. 25 (2), (1990), pp. 167–177
- … Das subsaharische Afrika: Stiefkind der aussenpolitischen Aufmerksamkeit. In: Kaiser, Karl, Joachim Krause (Hrsg.): Deutschlands neue Außenpolitik. Band 3. Interessen und Strategien. Munique, 1996, pp. 203–210
- … Five decades of German-African relations: limited interests, low political profile and substantial aid donor. em: Engel, Ulf, Robert Kappel (Hrsg.): Germany’s Africa policy revisited. Interests, images and incrementalism. Münster u. a. LiT-Verlag, 2002, S. 39–62
- … Kleines Afrika-Lexikon: Poltik, Wirtschaft, Kultur. (eds., com Andreas Mehler, Munique: C.H.Beck, 2004, 359 p.
- … Afrika Jahrbuch - Politik, Wirtschaft und Gesellschaft in Afrika südlich der Sahara. Eds.: Institut für Afrika-Studien & Rolf Hofmeier, Wiesbaden: VS Verlag für Sozialwissenschaften, 1987ff
- … A Decade of Tanzania: Politics, Economy and Society 2005–2017, com Kurt Hirschler. Leiden: Brill, 2019, 261 S.

## Links da Web
- Literatura de e sobre Rolf Hofmeier no catálogo da de: Deutsche Nationalbibliothek
- Literatura e fontes sobre Rolf Hofmeier no Scopus (base de dados bibliográfica)